# Bolbolaimus denticulatus
Bolbolaimus denticulatus is een rondwormensoort uit de familie van de Microlaimidae. De wetenschappelijke naam van de soort is voor het eerst geldig gepubliceerd in 1953 door Gerlach.